# The Goonies 'R' Good Enough
«The Goonies 'R' Good Enough» es una canción interpretada por la cantante estadounidense Cyndi Lauper, incluida en la banda sonora de la película de 1985 Los Goonies. La compañía discográfica Epic Records la publicó el 6 se junio de 1985. Asimismo, se lanzó una cara B, titulada What a Thrill. También figura en dos álbumes de grandes éxitos publicados en 2003:The Essential Cyndi Lauper y The Great Cyndi Lauper.
La canción se considera un clásico de los 80, así como de la obra de Lauper y de canciones de películas.
Es interpretada en el capítulo May the Best Stan Win de la aclamada serie de animación American Dad, por uno de los personajes, Roger. Y Cyndi interpretó la canción en el programa Saturday Night Live, junto a "She Bop", en 1985.

## Historia
Antes de su inclusión en The Essential Cyndi Lauper en 2003, la canción fue considerada una rareza entre los aficionados, ya que nunca apareció en ninguno de los álbumes de Lauper o la compilación de 1994 Twelve Deadly Cyns... and Then Some. La intérprete admitió, en una entrevista con Mateo Rettenmund por su libro "Impresionante 80 Totalmente: Una Enciclopedia de la Música, vídeos, películas, programas de TV, estrellas" de 1986, y las tendencias de la década decadente, que ella odiaba la canción, que era por qué había optado por no incluirla en su primera compilación. Todas las versiones de la edición británica se consideran raras.
Varios artistas, tales como Bombones, Haruko Momoi, The Advantage, New Found Glory, y Uchida Tomoyuki han hecho versiones de dicha melodía. Además, hizo diversas apariciones de Konami's Goonies video games, sobre todo la popular NES game Goonies II. También fue ofrecida como una versión instrumental en Pop'n Music 10.
Cyndi se negó a cantar la canción en vivo a partir de 1987. Finalmente se incorporó de nuevo durante un concierto de 2005 en Baltimore, Maryland. Los aficionados pararon de gritar para escuchar la canción y Lauper la cantó a capela. Desde entonces, debido al abrumador reconocimiento de sus seguidores, ha incorporado el tema de nuevo en su set en vivo.

## Vídeo musical
Hubo también una parte y dos videos realizados para esta canción con la World Wrestling Federation en favor de los luchadores de André el Gigante, el Capitán Lou Albano, Roddy Piper, Wendi Richter, The Fabulous Moolah, The Iron Sheik, Nikolai Volkoff, Freddie Blassie; Steven Spielberg; El reparto total de los Goonies (a excepción de Kerri Green, Anne Ramsey, Joe Pantoliano, Robert Davi y John Matuszak), actuaron en el video y el hasta entonces desconocido grupo musical "The Bangles" como un grupo de piratas femeninos. La madre de Lauper se presenta como "la madre de Cyndi" y la bruja del mar ".
De acuerdo con Cyndi Lauper, filmando el video musical fue menos de una experiencia agradable. Richard Donner, al parecer, fue un director agresivo y quería hacer las cosas de cierta manera y obligó a Lauper a seguir adelante, incluso cuando estaba agotada. En un documental "detrás de escenas" del vídeo, el espectador puede ver a Donner ser insistente y haciendo un montón de tomas de escenas.
Parte 1 del video debutó en MTV antes que Los Goonies se estrenara en los cines y la parte 2 se estrenó en MTV después que la película se estrenó. En el DVD de Los Goonies, ambas partes se colocan juntos para formar un vídeo con ningún cambio capítulo en medio de los dos. Parte 1 del video musical tuvo una versión extendida lanzado en Japón. La versión incluye más comentarios de la voz en off durante la secuencia de apertura del video y escenas extendidas dentro de la estación de gas y con los luchadores.
Las dos partes del vídeo se incluyen como bonus en el DVD de Los Goonies. La primera parte del video casi no lo hacen en el DVD. Según las fuentes, Warner no pudo localizar una copia decente de la parte 1 y sólo iba a utilizar la parte 2, para el lanzamiento en DVD, pero alguien en VH1 encontró una cinta no utilizados en el vídeo y lo digitalizado para el DVD en el tiempo justo.

### Argumento del vídeo
Cyndi trabaja en una gasolinera de sus padres, junto con sus amigos David y Wendy. Mamá de Cyndi está haciendo galletas para los clientes estación de servicio, y Wendy opera un puesto de verduras fuera de la estación. Un grupo de acreedores se presenta para expulsarlos y apoderarse de la estación. Mientras que discutir con mamá y papá, una anciana aparece y se cierra stand de Wendy vegetales, poniendo en un Benihana como set-up en su lugar. Si bien el embalaje, Cyndi elimina una imagen de la pared, lo que revela la entrada de una caverna subterránea. Buscando a través de la cueva, Cyndi encuentra un mapa del tesoro, y luego se encuentra con el Goonies (menos el personaje de Andy), que también tiene una copia del mapa.
Poco después, se encuentran con un grupo de piratas (que se parecen a los acreedores, aunque nunca se dice si son las mismas personas que los acreedores), y una supuesta bruja verde de cara. Cyndi se escapa como el Goonies son capturados por los piratas. Funcionando a través de las cavernas, se encuentra con varios esqueletos, e incluso algunos chefs que parece funcionar para el restaurante Benihana. Cyndi finalmente se encuentra atrapada entre los piratas y la bruja verde de cara en un tronco-puente. No está seguro qué hacer, ella grita: "Steven Spielberg, ¿cómo salgo de esta?" Curiosamente, la escena pasa a Spielberg en una sala de edición (que parece ser la edición del vídeo como está sucediendo). Spielberg deja la máquina de edición y empieza a dar una solución, antes de darse cuenta de que él no sabe cómo ayudar a Cyndi.
Cyndi, junto con los Goonies, es capturado y llevado a bordo de un barco pirata. Los piratas, junto con la bruja verde de cara y algunos piratas femeninos, fiesta, mientras le abre la Goonies y Cyndi para preparar la comida para ellos. También hay que resaltar, es que Dave y Wendy (que también había ido a la cueva en busca de Cyndi) también han sido capturados (la forma en que fueron capturados se desconoce), y atado al mástil de la nave. Finalmente, Cyndi, Dave, Wendy, y la ruptura Goonies libre, y después de encontrar algún tesoro en el barco, mezcle una parte a los piratas, que luchan entre sí para ello. Después de someter a la bruja verde de cara, los Goonies escapar del barco junto con Cyndi y sus amigos, dándole el tesoro que encontraron restantes.
Cyndi, junto con Dave y Wendy, el rendimiento a través de la entrada de la caverna de la estación de servicio, armado con el tesoro extra con la esperanza de apaciguar a los acreedores. A pesar de todos los tesoros que ofrece, aún se niegan. silbatos Cyndi entonces, y en una nube de humo, Andre el Gigante aparece y persigue a los acreedores fuera. Luego, la familia celebra su buena suerte como la historia llega a su fin.

## Posicionamiento en listas
| País ( Lista 1985)                              | Mejor Posición |
| ----------------------------------------------- | -------------- |
| Estados Unidos (Billboard Hot 100)              | 6              |
| Casey's Top 40 Radio & Records                  | 11             |
| Cash Box Top 100 Singles                        | 25             |
| Australia (Kent Music Chart)                    | 8              |
| Canadian Singles Chart                          | 5              |
| Alemania (Media Control Charts)                 | 49             |
| Italia (FMI)                                    | 24             |
| Japón (Oricon)                                  | 1              |
| Japón (Oricon) Lista Internacional de Sencillos | 42             |
| Nueva Zelanda (Recorded Music NZ)               | 22             |

## Certificaciones
| País   | Certificación | Ventas |
| ------ | ------------- | ------ |
| Japón  | -             | 42,920 |
| Canadá | Oro           | 10,000 |

- Datos: Q1463661

1. ↑  «https://pma.www.conthgnnies».